# Alan Cabello i Forns
Alan Cabello i Forns   (Barcelona, 15 de febrer de 1988) és un nedador especialitzat en proves combinades d'estils, format al C.N. Sant Andreu pel tècnic José Antonio del Castillo.
En categoria absoluta, fins al 2010, millorà onze rècords estatals en piscina curta: cinc en 100 m estils, cinc en 200 m i un en 400 m estils. En piscina curta guanyà les medalles de bronze dels Campionats d'Europa (2008, 2010) en la prova de 200 m estils. En piscina llarga, disputà dos Campionats d'Europa (2008, 2010) i un Campionat del Món (2009).

## Història
Tot i que els seus pares sempre van voler que practiqués diversos esports, Alan Cabello va optar per la natació. Amb quatre anys va aprendre a nedar i amb sis, ja entrenava al Club Natació El Masnou. Allí va conèixer a David Jover Alsina, el seu primer entrenador, que el va inscriure en la seva primera prova de 25 metres.
Als 10 anys es va canviar al C.N Sant Andreu, on nedava el seu germà Brenton. Va passar per tots els nivells i categories i va entrenar amb diversos tècnics. Amb Adolf Ayza, de qui guarda un bon record, va acudir per primera vegada als campionats d'Espanya de la Joventut. En categoria Júnior, va entrenar al costat d'Eugeny López, "Gelele" de qui valora els seus ensenyaments i el suport rebut. Amb ell va obtenir la seva primera mínima absoluta i poc després va començar a realitzar dobles sessions. Entrenava de 6 a 8.30 al matí i de 18 a 20 hores, a la tarda.
En categoria Júnior, comença una nova etapa al CAR de Sant Cugat, sota la supervisió de Joan Fortuny. Reconeix que va ser una època dura, que va poder superar al compartir entrenaments amb el seu germà Brenton. Diferents problemes federatius del seu entrenador l'obliguen a canviar de tècnic i Carlos Subirana es fa càrrec de la seva preparació per a l'Europeu Júnior, on aconsegueix una cinquena plaça en el 4 × 100 estils.
A l'any següent, Carlos Carnero Jr, planifica els seus entrenaments i per diferents motius, torna de nou al CN Sant Andreu, on culmina una difícil temporada, amb una cinquena plaça en l'europeu Júnior, en 200 estils i una medalla d'or en el relleu 4 × 100 estils.
Des de 2006 a 2012, troba l'estabilitat al costat de José Antonio del Castillo, amb el qual aconsegueix les seves tres primeres medalles d'or en un nacional absolut. El 2008, es queda a les portes de Pequín, tan sols vuit dècimes li impedeixen acudir als Jocs olímpics. Tot i així, segueix entrenant dur i en els dos anys següents aconsegueix 3 medalles de bronze continentals, 200 estils a Rijeka 2008 i Istanbul 2009 i 100 Estils a Eindhoven 2010. Torna a CAR de Sant Cugat, per seguir entrenant amb "Casti" i el 2012 afronta de nou el seu any olímpic.
A finals de 2011, durant un stage a Sierra Nevada, entra en un procés de sobreentrenament, que l'aparta de les piscines. Decideix agafar-se un any sabàtic i, després de moltes dificultats, recupera la forma física i la motivació. Al setembre de 2013, amb el suport del club natació Calella i l'ajuntament d'aquesta localitat, torna de nou als entrenaments i la competició, sota les ordres de Bart Kizierowski, amb el qual aconsegueix de nou el títol de campió d'Espanya.
Alan reconeix que el suport del tècnic de la RFEN, l'ajuda de la seva parella Merche Peris, i la comprensió de la família, va ser determinant en les seves aspiracions.

## Palmarès esportiu[1]
- Medalla de Bronze en 200 estils en l'europeu Absolut de Rijeka 2008
- Medalla de Bronze en 200 estils en l'europeu Absolut d'Istanbul 2008
- Medalla de Bronze en 100 estils en l'europeu Absolut d'Eindhoven 2010
- Campió d'Europa Júnior en 4 × 100 estils.
- 5è d'Europa Júnior en 200 Estils
- Record nacional Absolut en 100, 200 i 400 Estils en piscina de 25 metres.
- Records nacionals de 4 × 100 Lliure i 4 × 100 Lliure en piscina de 25 metres
- Record nacional de 4 × 200 Lliure de clubs en piscina de 25 metres
- Campió d'Espanya en nombroses ocasions.